# 米兵轢き逃げ事件
米兵轢き逃げ事件、米兵轢逃げ事件（べいへいひきにげじけん、最三決昭和42年10月24日 ）は、在日米軍兵士が、運転する車で被害者をひき、救護等を行わずに逃走し、その後死亡させたとして、道路交通法違反と業務上過失致死の罪に問われた日本の刑事事件である。
本件は、刑法分野における因果関係について、従来、通説と異なる判断を行ってきた最高裁判所が、通説に近い判示をしたとして注目される事件でもある。

## 事案の概要

### 事実
在日米空軍横田基地に勤務する無級兵・被告人Xとその友人・空軍三等兵Mは、1965年（昭和40年）8月4日20時ごろ、Mが自身が所有する普通乗用自動車（以下、自動車）を運転し、Xが右側助手席に同乗して、在日米空軍立川基地から新宿方面へ走行していた。途中、Mの依頼を受けて、運転免許停止中にもかかわらずXが運転を交代し、新宿付近から甲州街道を立川方面へ運転していた。

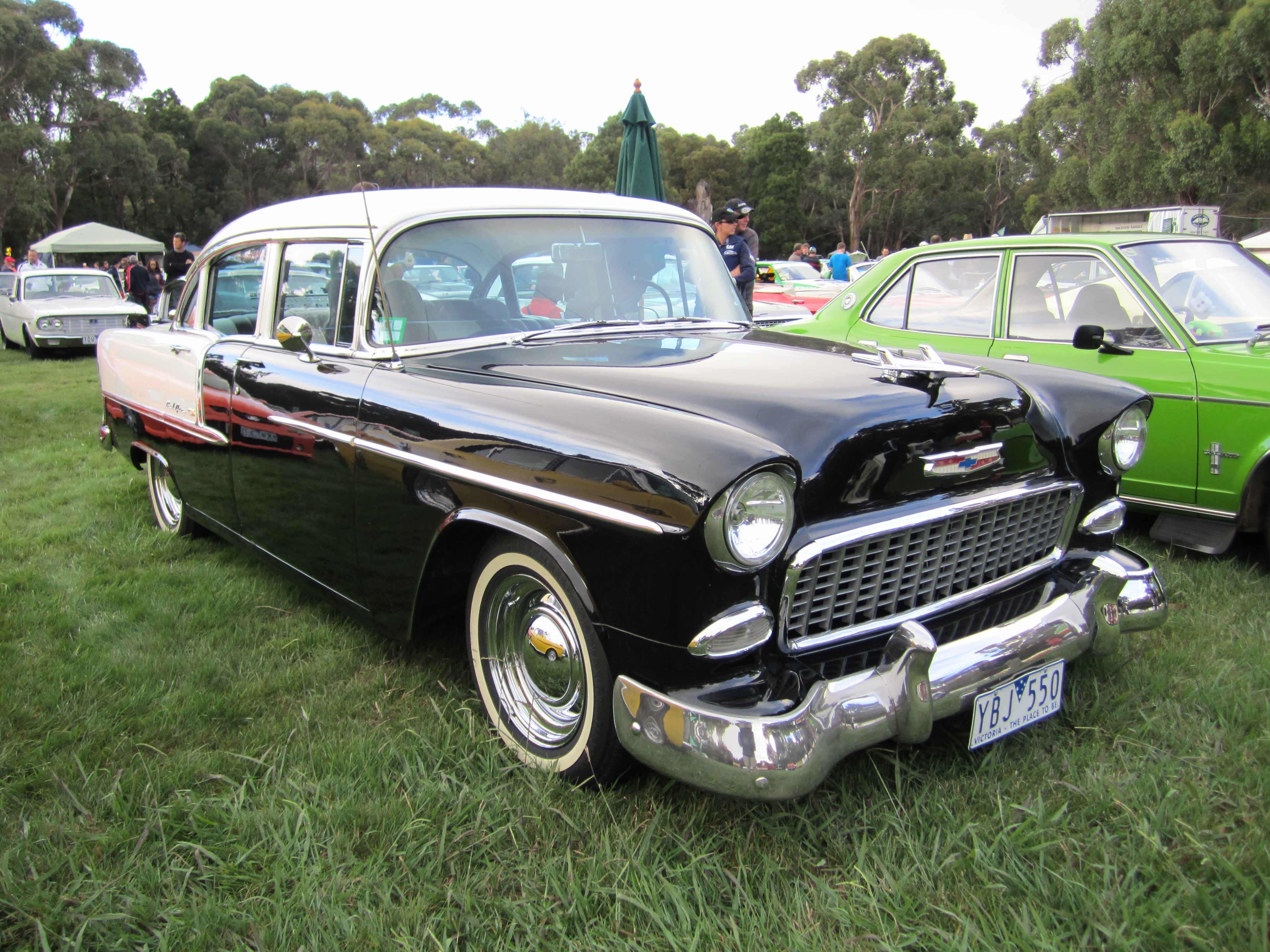
被告人らが運転していたのは外国車「シボレー1955年型セダン」であった（写真はシボレー・ベルエア1955年型セダン）

22時28分ごろ、信号機の設置してある交差点に差しかかったところで、先行する2台の貨物自動車を追い越した。その際、被害者Yの自転車に自車を衝突させた（行為1）。Yは、道路左端をXらと同じ方向に自転車で走行していたが、前記交差点で右方向へ方向転換したところであった。Yは、ひかれた衝撃でXらの屋根の上にはね上げられて失神し、横たわったままになった。
Xらは、事故を起こしたことには気づいたが、逃走を図った。しかし、車の屋根の上にYがいることに気づかなかった。そのまま約4キロメートルほど走行した後、助手席に座っていたMがYに気づいた。そこでMは、Yを屋根の上から引きずり下ろしたため、Yはアスファルト舗装された路面に叩きつけられた（行為2）。しかし、Xらは、救護等必要な処置を行わず、その場から逃走した。
Yは、調布市内の病院に搬送されたが、翌日6時47分頃、死亡した。
その後、Xらは、横田基地内の米空軍憲兵隊へ自首した。

## 裁判

### 罪状
検察官は、被告人Xを次の罪状で起訴した。
- 無免許運転 [注釈 1]
- 救護義務違反
- 業務上過失致死罪

なお、同乗者Mも救護義務違反、保護者遺棄罪で起訴された。

### 原々審
原々審（東京地八王子支判昭和41年7月9日 ）は、東京地方裁判所八王子支部 で行われ、懲役1年の判決がなされた。
裁判において、専門家による鑑定が行われたが、Yの直接の死因が（行為1）なのか（行為2）なのか特定することができなかった。
しかし、原々審は、この「鑑定書を検討するときは（Xによる行為とYの死の結果の関係について）因果関係を認めるに十分である」と判断した。
被告人側が控訴した。

### 原審
原審（東京高判昭和41年10月26日 ）は、東京高等裁判所で行われ、控訴を棄却する判決がなされた。
Xの弁護人による控訴趣意書のうち、Xによる（行為1）と被害者の死との因果関係については疑があり、（行為2）により生じた傷害が直接の原因であるという点については、「一般的に観察してその行為によつてその結果を生ずるおそれのあることが、経験則上当然予想し得られるときは、たとえその行為が結果発生の単独且つ直接の原因ではなくその間他人の行為が介入してその結果の発生を促進助長したとしても、これによつて因果関係は中断せられず、 先の行為をなした者はその結果の発生に原因を与えたものとして責任を負うべき」判示した。
すなわち、本件において被害者の死に、（行為2）が一因を与えたことは否定できないが、被告人による（行為1）が被害者の死を招くのは経験則上当然予想し得られるところであるから、同乗者による（行為2）の介入によって、被害者の死の結果の発生が助長されたからといって、 被告人は被害者致死の責任を免ることはできないと判断した。
被告人側が上告した。

### 最高裁判所
最高裁判所第三小法廷は、被告人側の訴えを棄却することを、全員一致で決定した。
ただし、原判決の、（行為1）から被害者の死の結果が発生することは経験則上当然に予想できるから因果関係を認め、業務上過失致死の罪を認めた判断については、以下のような誤りがあると判断した。
すなわち、本件は被害者の死の原因が（行為1）か（行為2）か確定できない。
さらに、（行為2）が介入することは 「経験上、普通、予想しえられるところではない」ものである。
このような場合に、被告人の（行為1）から被害者の死の結果が発生するとは、「われわれの経験則上当然予想しえられるところであるとは到底いえない」ため、Xの（行為1）とYの死の結果との間に因果関係は認められないと判断した。
以上から、Xに業務上過失致死の責任を問うことはできず、（行為1）による業務上過失傷害にとどまるということになる。
しかし本件では、被告人は、救護義務違反の罪にも問われており、かつ、業務上過失致死と同傷害の法定刑は同一であるため、「被告人の刑責が業務上過失傷害にとどまるにしても、本件犯行の態様等からみて、一審判決のした量刑は不当とは認められないから、右あやまりは、いまだ原判決を破棄しなければ、著しく正義に反するものとはいえない。」とし、原審の量刑判断を支持した。

#### 参照法条
- 刑法第1編第7章（犯罪ノ不成立及ヒ刑ノ減免）
- 刑法211条

## 意義
本事件では、被告人が被害者を車でひいてから死亡という結果が発生するまでに、第三者の行為の介在があった可能性があり、被告人の行為と発生した結果の因果関係が明確でない。加えて、争点である因果関係について、従来の判例と異なる傾向の判断がなされた。そのため、本事件は、刑事法における因果関係の範囲について争われた事例として取り上げられる。
刑法では、行為者が行った行為と発生した結果との間に因果関係がある場合、結果についての責任が行為者に客観的に帰責する。
しかし、日本においては、刑法上の因果関係について、判例、学説の間で争いがある。判例は、「原因となる行為がなければ結果が発生しなかった」という条件関係が有れば因果関係を認めてきた。一方、学説内でも諸説あるが、通説は条件関係だけでなく、その条件関係に相当性を求める相当因果関係説である。
本件では、第三者である同乗者の行為の介入が「経験則上当然予想できない」として、因果関係を否定している。そのため、従来の判例では採用されなかった相当因果関係説の立場に近い判例とされる。

## 関連判例
- 大阪南港事件（最三決平成2年11月20日）[判例 4]
- 最一決平成4年12月17日[判例 5]
- トランク監禁致死事件（最一決平成18年3月27日）[判例 6]